# Body shaming

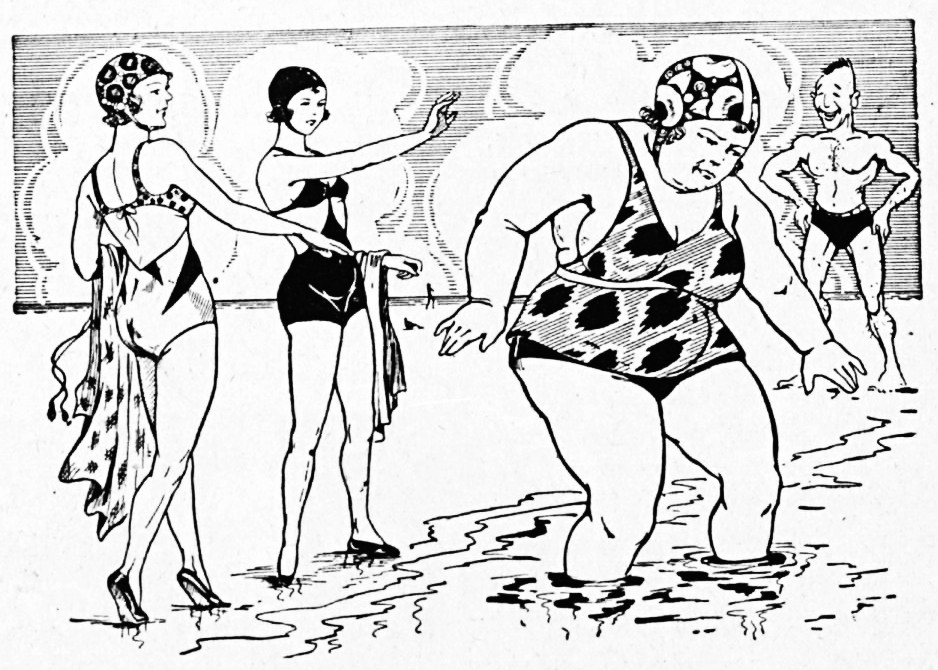
Uma mulher com sobrepeso sendo retratada sofrendo bullying em uma propaganda de 1942 para um suplemento dietético

Body shaming (em tradução livre: ridicularização do corpo) é um termo em inglês para o ato de ridicularizar, zombar ou criticar a aparência física de uma pessoa. Body shaming é amplo e pode incluir, embora não esteja limitado a ridicularização da gordura, magreza, altura, pelos (ou falta deles), cor do cabelo, formato do corpo, muscularidade (ou a falta dela), aparência (características faciais) e, em seu sentido mais amplo, pode até incluir a ridicularização de tatuagens e piercings ou doenças e condições que deixam marcas físicas, como a psoríase.
Em um estudo de filmes e livros infantis sobre a mensagem sobre a importância da aparência, a mídia voltada às crianças estava fortemente saturada de mensagens enfatizando a atratividade como parte importante dos relacionamentos e da interação interpessoal. Entre os filmes usados no estudo, dois filmes da Disney continham o maior número de mensagens sobre beleza pessoal. Este estudo também descobriu que 64% dos vídeos estudados retratavam personagens obesos como pouco atraentes, malvados, cruéis e hostis, e mais da metade das representações envolviam o consumo de comida ou a consideração em comer.
Algumas formas de body shaming têm origens antigas na superstição popular, como o preconceito contra o cabelo ruivo. As formas de discriminação também podem diferir significativamente dependendo da faixa etária. Por exemplo, entre os pré-adolescentes, adolescentes altos às vezes são descritos como desajeitados e às vezes enfrentam termos pejorativos depreciativos, como "magrelo", "magricela". No entanto, na idade adulta, essas atitudes pouco lisonjeiras normalmente sofrem uma reversão, já que a altura é tipicamente valorizada entre os adultos.
Às vezes body shaming pode se estender a uma percepção de alguém que não demonstra masculinidade ou feminilidade suficientemente. Por exemplo, homens com quadris largos ou seios proeminentes ou sem pelos faciais às vezes são ridicularizados por parecerem femininos. Da mesma forma, as mulheres são ridicularizadas por sua falta de feminilidade por parecerem ter uma protuberância de homem (marca/volume da genitália), ou por terem ombros largos, características que são tipicamente associadas aos homens.
Níveis extensos de body shaming podem ter efeitos emocionais negativos, incluindo uma redução na autoestima e outros problemas, como distúrbios alimentares, ansiedade, distúrbio de imagem corporal, transtorno dismórfico corporal e depressão. Além disso, body shaming pode levar à depressão grave, especialmente quando as pessoas sentem que seu corpo não pode atender aos critérios sociais.